# 沃德爾 (密蘇里州)
沃德爾（英語：Wardell）是位於美國密蘇里州佩米斯科特縣的城市。

## 人口
根據2020年美國人口普查的數據，沃德爾的面積為0.74平方千米，當中陸地面積為0.73平方千米，而水域面積為0.01平方千米。當地共有人口310人，而人口密度為每平方千米419人。